# Willem de Haan
Pour les articles homonymes, voir Haan.
Willem de Haan est un zoologiste néerlandais né le 7 février 1801 à Leyde et mort le 15 avril 1855 dans cette même ville.

## Biographie
Spécialiste des insectes et des crustacés, il est le premier conservateur des invertébrés du Rijksmuseum de Leyde (aujourd’hui dénommé Naturalis). Atteint d’une maladie paralysante, il doit prendre une retraite anticipée en 1846.
Il est l’auteur de la partie consacrée aux invertébrés de la Fauna Japonica de Philipp Franz von Siebold (1796-1866) qui paraît en 1833 et qui est la première étude scientifique de la faune du Japon, identifiant de nombreuses espèces comme Helice tridens.
L'IPNI lui attribue une abréviation en botanique, sans plus de précision.